# 트레티야코프 미술관
트레티야코프 미술관(러시아어: Государственная Третьяковская Галерея, 약칭: ГТГ, 영어: State Tretyakov Gallery)은 러시아의 주요 미술관 중 하나로 1856년에 개관하여 1892년에 모스크바로 이전, 1918년 국유화되었다. 모스크바의 상인, 파벨 미하일로비치 트레티야코프(1832~98, en:Pavel Mikhailovich Tretyakov, Павел Михайлович Третьяков)가 예술가들을 후원하면서 수집한 작품들로 시작되어 이후 미술품을 수집하는 일련의 움직임들을 통해 현재 11세기부터 20세기 초반에 작업된 13만점 이상의 예술 작품을 소장하고 있다.
2020년엔 894,374명으로 세계에서 13번째로 방문객이 많은 미술관으로 선정되었다.

## 같이 보기
- 가장 큰 미술관 목록